# جایزه بزرگ سن پترزبورگ
جایزه بزرگ فایر استون سن پترزبورگ یک مسابقه در تقویم مسابقات سری ایندی‌کار است که در سن پترزبورگ، فلوریدا برگزار می‌شود. در بیشتر سال‌ها از فصل ۲۰۰۹، این مسابقه به عنوان آغازگر فصل (یا حداقل، اولین مسابقه‌ای که در خاک ایالات متحده برگزار می‌شود) بوده است. این مسابقه هر ساله در بهار برگزار می‌شود، به استثنای سال ۲۰۲۰، زمانی که به دلیل همه‌گیری کووید-۱۹ مسابقه تا ماه اکتبر به تعویق افتاد.
این مسابقه در یک مسیر خیابانی موقت، با استفاده از خیابان‌های مرکز شهر و یک باند فرودگاه آلبرت ویتد برگزار می‌شود. تاریخ برگزاری این رویداد به سال ۱۹۸۵ بازمی‌گردد، اولین حضوز این مسابقه در تقویم سری ایندی‌کار در سال ۲۰۰۳ اتفاق افتاد.